# Siegfried von Saldern
Siegfried von Saldern (* 4. Juni 1843 in Plattenburg; † 14. Juli 1913 Bad Wildungen) war ein deutscher Rittergutsbesitzer und deutsch-konservativer Politiker in Preußen.

## Leben
Saldern besuchte die Klosterschule Roßleben.   Nach dem Abitur studierte er ab 1862 Rechtswissenschaft an der Georg-August-Universität, wo er 1863 im Corps Saxonia Göttingen recipiert wurde. Als Inaktiver wechselte er an die Friedrich-Wilhelms-Universität zu Berlin. Bei Beginn des Deutschen Krieges wurde er Offizier der Preußischen Armee. Am Deutsch-Französischen Krieg nahm er teil. Zuletzt war er Rittmeister. Ab 1872 lebte er als Majoratsherr auf der Plattenburg bei Bad Wilsnack. Mit Zernickow gehörten 1678 ha zu dem Gut, das von den Saldern seit 1560 bewirtschaftet wurde. Siegfried von Saldern war Kreistagsmitglied, Mitglied der Landwirtschaftskammer und Vorsitzender des Landwirtschaftlichen Vereins Perleburg. 
Saldern war seit der Reichstagswahl 1884 bis 1890 Mitglied des Reichstags. Seit einer Nachwahl am 5. März 1900 saß er bis 1913 als Abgeordneter des Wahlkreises Potsdam 1 (West- und Ostprignitz) im Preußischen Abgeordnetenhaus. Er gehörte der Fraktion der Konservativen Partei (Preußen) an. Ab 1893 war er Direktor der Ritterschaft der Altmark und der Prignitz.
Den Besitz erbte der Ritterschaftsdirektor Siegfried von Saldern-Perleberg (1870–1925). Er umfasste die Plattenburg mit den Vorwerken Zernickow und Groß-Leppin, den Bauernhof No. 105 mit insgesamt 1730 ha Land. Die letztgenannten Flächen waren damals verpachtet.
Verheiratet war er mit Fanny geb. von Rohr.